# Carlos Pellicer Cámara, Jonuta
Carlos Pellicer Cámara är en ort i Mexiko.   Den ligger i kommunen Jonuta och delstaten Tabasco, i den sydöstra delen av landet, 800 km öster om huvudstaden Mexico City. Carlos Pellicer Cámara ligger 5 meter över havet och antalet invånare är 197.
Terrängen runt Carlos Pellicer Cámara är mycket platt. Runt Carlos Pellicer Cámara är det mycket glesbefolkat, med 3 invånare per kvadratkilometer. Närmaste större samhälle är Jonuta, 13,8 km väster om Carlos Pellicer Cámara. Omgivningarna runt Carlos Pellicer Cámara är en mosaik av jordbruksmark och naturlig växtlighet.